# Anché (Vienne)
Anché is een gemeente in het Franse departement Vienne (regio Nouvelle-Aquitaine) en telt 282 inwoners (1999). De plaats maakt deel uit van het arrondissement Montmorillon.

## Geografie
De oppervlakte van Anché bedraagt 16,6 km², de bevolkingsdichtheid is 17,0 inwoners per km².

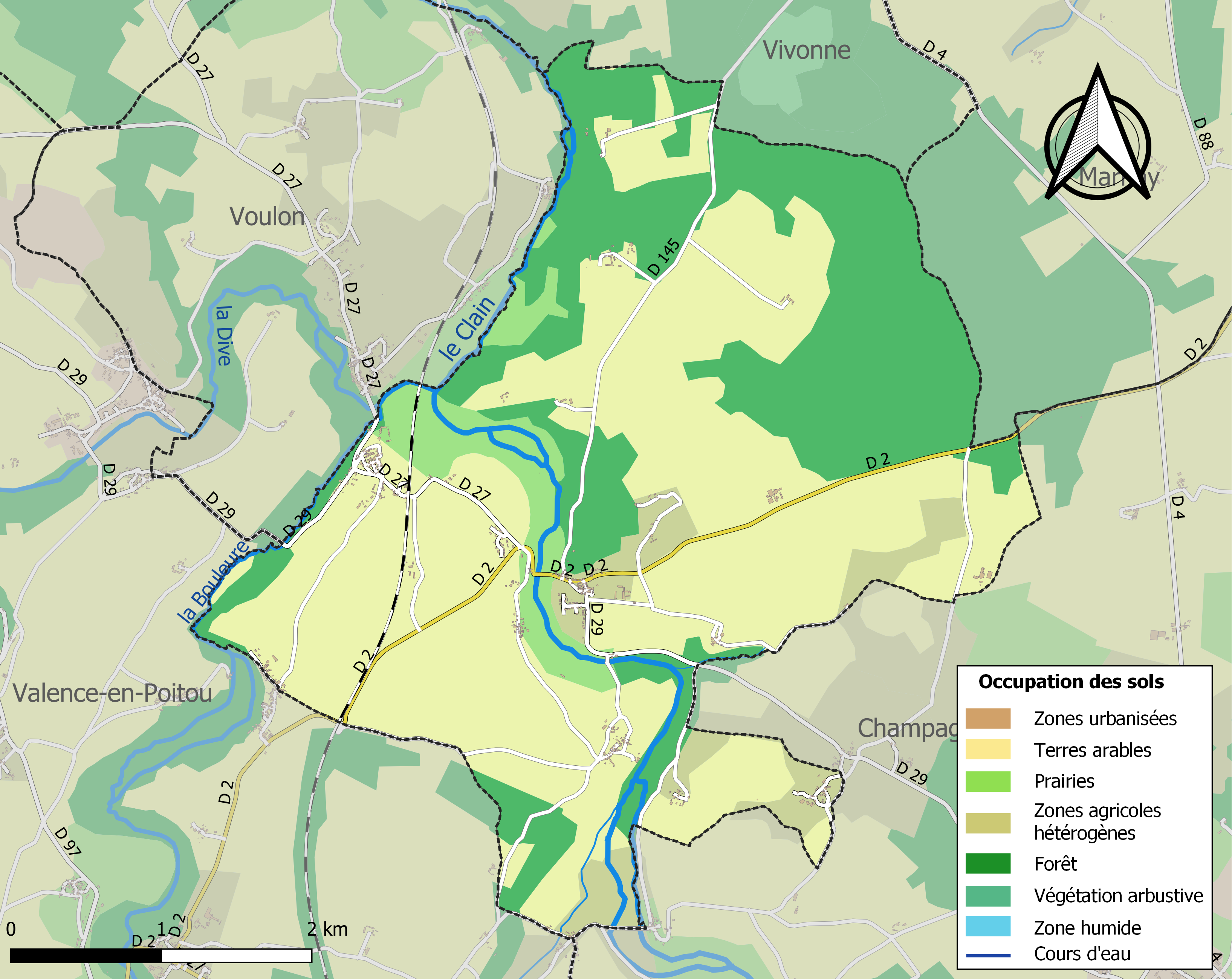
Kaart van de gemeente met de belangrijkste infrastructuur, bodemgebruik en omliggende gemeenten

## Verkeer en vervoer
In de gemeente ligt de spoorweghalte Anché - Voulon.

## Demografie
Onderstaande figuur toont het verloop van het inwonertal (bron: INSEE-tellingen).